# Boulton Paul Defiant
Boulton Paul Defiant – brytyjski samolot myśliwski (przeznaczony również do działań nocnych) opracowany w 1937 roku przez wytwórnię Boulton Paul Aircraft Ltd. w Norwich i produkowany w zakładach w Wolverhampton.

## Historia

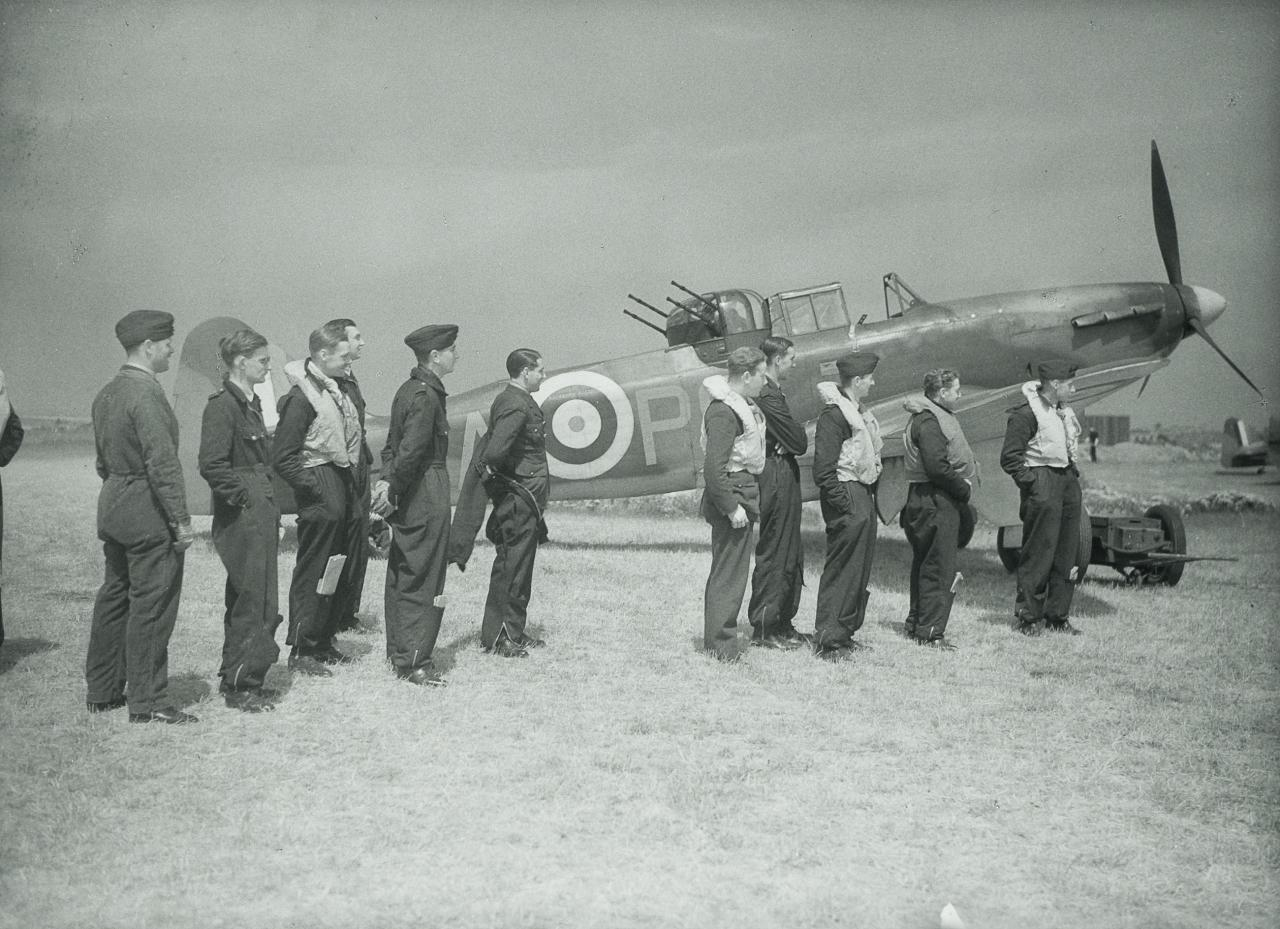
Defiant z 264 Dywizjonu RAF

W połowie lat trzydziestych dowództwo Royal Air Force (RAF) zamówiło dwumiejscowy samolot myśliwski z silnym uzbrojeniem w postaci sprzężonych karabinów maszynowych w wieży obrotowej obracanej o 360º. Tak uzbrojony samolot, według koncepcji ekspertów RAF nadawałby się do atakowania samolotów bombowych przeciwnika od spodu, czyli w miejsce najsłabiej bronione. Zbudowania takiego samolotu podjęła się wytwórnia Boulton Paul Aircraft Ltd., produkująca dotychczas wieże obrotowe z uzbrojeniem dla samolotów bombowych.
Prototyp samolotu oznaczonego jako Boulton Paul Defiant (ang. buntowniczy) oblatano w dniu 11 sierpnia 1937 roku, a jego projektantem był inż. J. D. North. Po próbach samolot w dniu 30 lipca 1939 roku skierowano do produkcji seryjnej jako Defiant Mk I. Samolot ten był napędzany silnikiem rzędowym Rolls-Royce Merlin III. Podczas prób eksploatacyjnych i testów porównawczych produkowanych seryjnie samolotów z samolotem myśliwskim Hawker Hurricane ujawniono jego słabe strony. Były one mniej zwrotne, miały mniejszą prędkość wznoszenia. Ponadto do skutecznego użycia uzbrojenia niezbędna była dobra współpraca między pilotem i strzelcem pokładowym. Pilot musiał tak manewrować samolotem, aby ten przyjął pozycję najbardziej dogodną do prowadzenia ognia przez strzelca z wieży obrotowej.
Jesienią 1941 roku pojawiła się wersja samolotu oznaczona jako Defiant Mk IA, która została wyposażona w radar AI Mk 4 i była używana jako myśliwiec nocny.
Od lutego 1941 roku zaczęto również nową wersję samolotu oznaczoną jako Defiant Mk II, która różniła się od poprzednie wersji mocniejszym silnikiem i zastosowaniem nowocześniejszego radaru, gdyż stosowano w niej silnik Rolls-Royce Merlin XX o mocy 1260 KM (926 kW) i radar AI Mk 6.
Od 1942 roku zaczęto używać samolotów Defiant do holowania celów lotniczych, początkowo przystosowując do tego samoloty w wersji Mk I, a następnie zaczęto produkować specjalnie przystosowane wersje oznaczone jako Defiant Mk III i Mk IIIs. Produkcję samolotów tego typu zakończono w lutym 1943 roku.
Wersje samolotu Boulton Paul Defiant:
- F Mk I – wersja podstawowa
- NF Mk IA – nocny myśliwiec z aparaturą radarową AI Mk 4
- Mk II – nocny myśliwiec z mocniejszym silnikiem oraz nowszą aparaturą radarową
- TT Mk I – samolot wersji podstawowej przystosowany do szkolenia i holowani celów lotniczych
- TT Mk III i Mk IIIs – wersja przystosowana do szkolenia i holowania celów lotniczych
- ASR Mk I – samolot wersji podstawowej przystosowany do ratownictwa morskiego

Łącznie w latach 1939–1943 wyprodukowano we wszystkich wersjach 1064 samoloty Defiant, z tego: 2 prototypy, 712 wersji Mk I, 210 wersji Mk II i 140 wersji Mk III.

## Użycie w lotnictwie

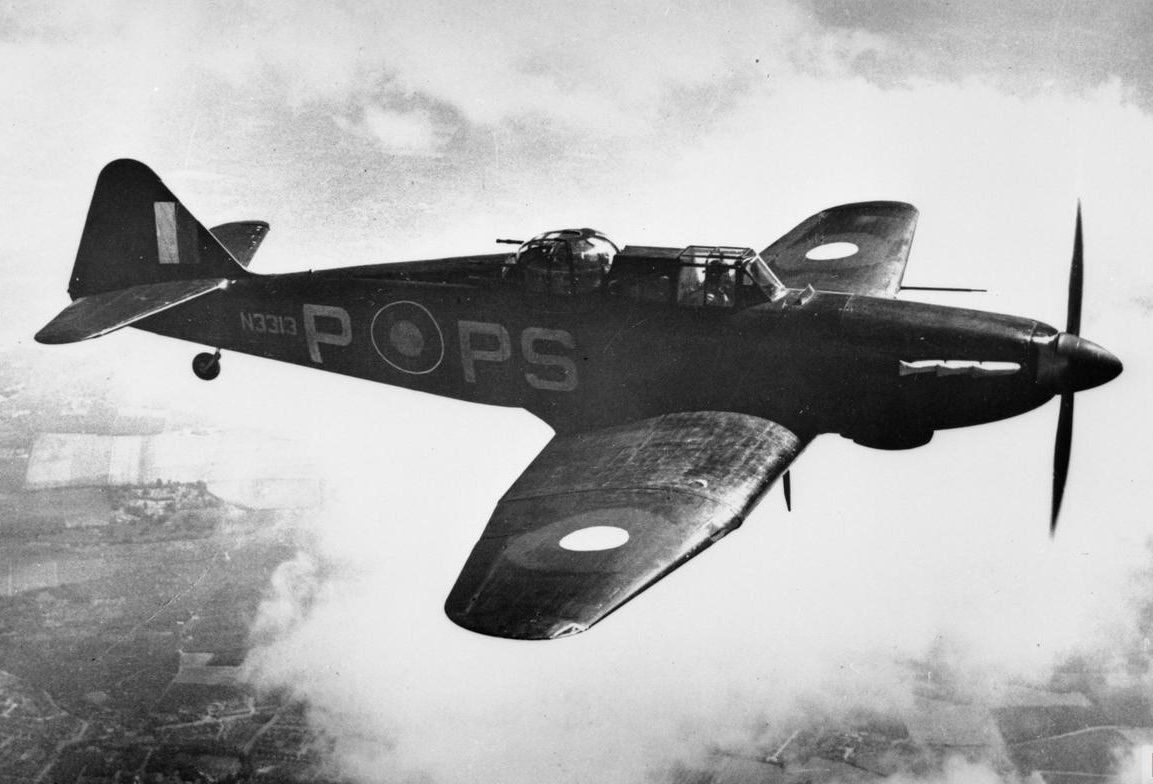
Paul Defiant Mk I w 1940 r.

Samoloty Defiant Mk I w dywizjonach myśliwskich RAF zostały wprowadzone w grudniu 1939 roku. W akcji bojowej po raz pierwszy wzięły udział 12 maja 1940 roku, kiedy zestrzelono 1 samolot niemiecki Junkers Ju 88.
Największy sukces odnieśli lotnicy angielscy latający na samolotach Defiant Mk I podczas osłony ewakuacji wojsk alianckich z Dunkierki, kiedy to zestrzelili 65 niemieckich samolotów bombowych. W czerwcu i lipcu 1940 roku samoloty Defiant znajdowały się na wyposażeniu 141 i 264 dywizjonu myśliwskiego RAF. Wzięły one udział w bitwie o Anglię, ale na skutek dużych strat zostały wycofane z walki, niemieccy piloci bowiem zorientowali się, że należy je atakować z przodu.
Od sierpnia 1940 roku zaczęto je stosować wyłącznie w charakterze myśliwców nocnych, naprowadzanych przez radio na cel, a potem wyposażono je w aparaturę radarową. Od połowy 1942 roku używano ich wyłącznie do szkolenia, holowania celów powietrznych oraz w ratownictwie morskim. Samoloty te znajdowały się na wyposażeniu RAF do dnia 27 lutego 1947 roku, kiedy zostały wykonany ostatni lot na tym samolocie.

## Użycie w lotnictwie polskim

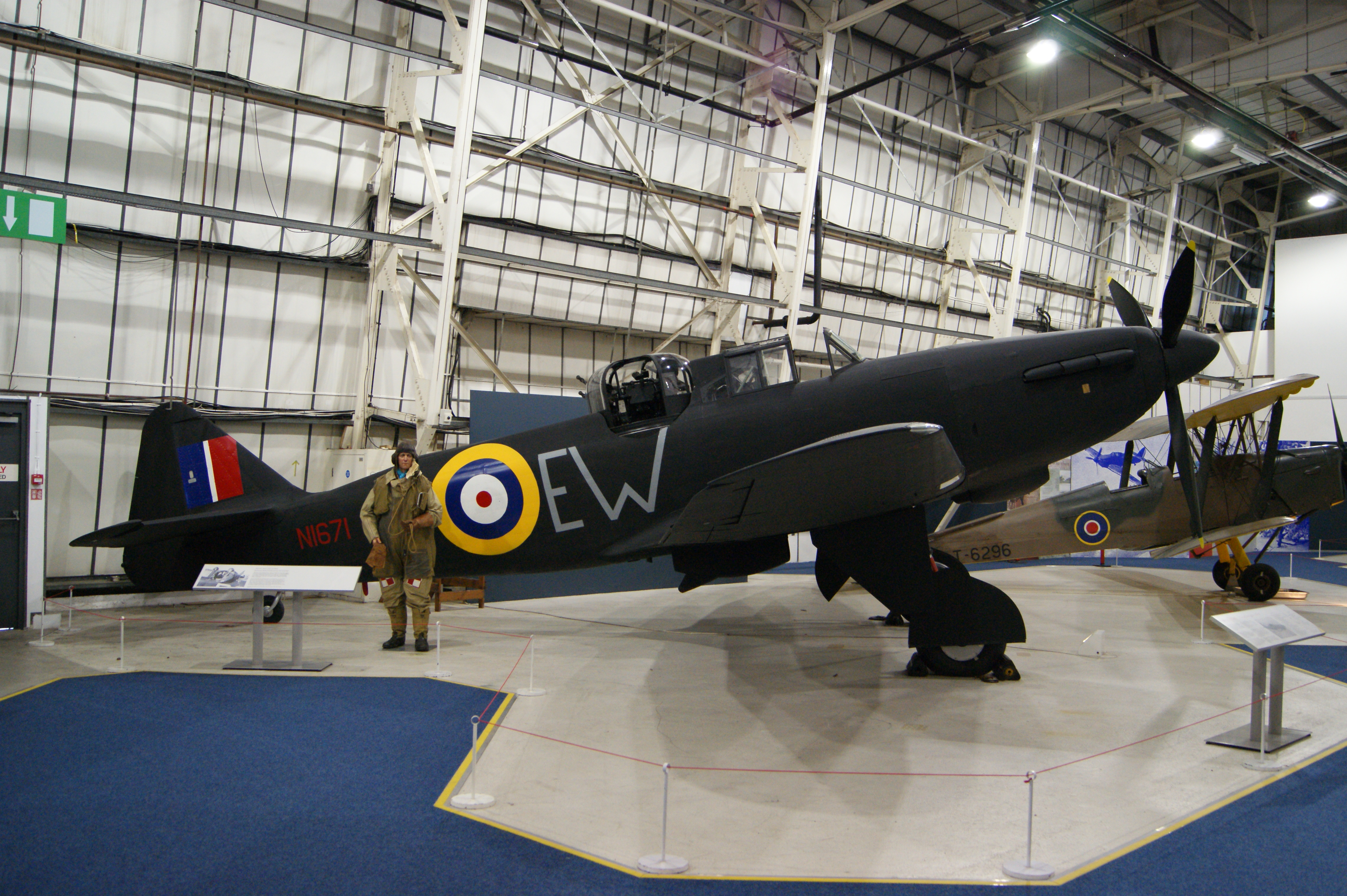
Defiant Mk. I EW-D z 307 Dywizjonu, Muzeum RAF w Hendon

W lotnictwie polskim samoloty Boulton Paul Defiant Mk I zostały wprowadzone do 307 Nocnego Dywizjonu Myśliwskiego „Lwowskich Puchaczy”, który został sformowany 5 września 1940 roku. Gotowość bojową uzyskał w grudniu 1940 roku, ale pierwszy sukces polska załoga latająca na samolocie Defiant Mk I uzyskała w nocy 26 marca 1941 roku, gdy zestrzelono niemiecki samolot bombowy Heinkel He 111. Oprócz tego polscy lotnicy zestrzelili jeszcze dwa samoloty Heinkel He 111B, latając na samolotach Defiant Mk I, ostatnie w dniu 12 maja 1941 roku. Następnie zostały one wycofane z dywizjonu, który otrzymał samoloty Bristol Beaufighter.

## Zachowane egzemplarze
Jedyny istniejący na świecie samolot Defiant Mk I, znajdujący się obecnie w Royal Air Force Museum w Cosford w Wielkiej Brytanii, był używany w polskim dywizjonie 307. Po restauracji w 2012 roku został pomalowany w barwy jakie nosił jako nocny myśliwiec tego dywizjonu. Na początku 2013 roku został wystawiony w Hendon na wystawie „Bitwa o Anglię“. Po przeniesieniu do Cosford znajduje się na wystawie stałej, w pawilonie „Wojna w powietrzu”.

## Opis konstrukcji
Samolot Boulton Paul Defiant Mk I był dwumiejscowym samolotem myśliwskim, dolnopłatem o konstrukcji metalowej, półskorupowej. Podwozie klasyczne – chowane w locie. Napęd: 1 silnik rzędowy tłokowy. Wyposażony był w urządzenia radarowe.